# Lijst van Stolpersteine in Noord-Brabant

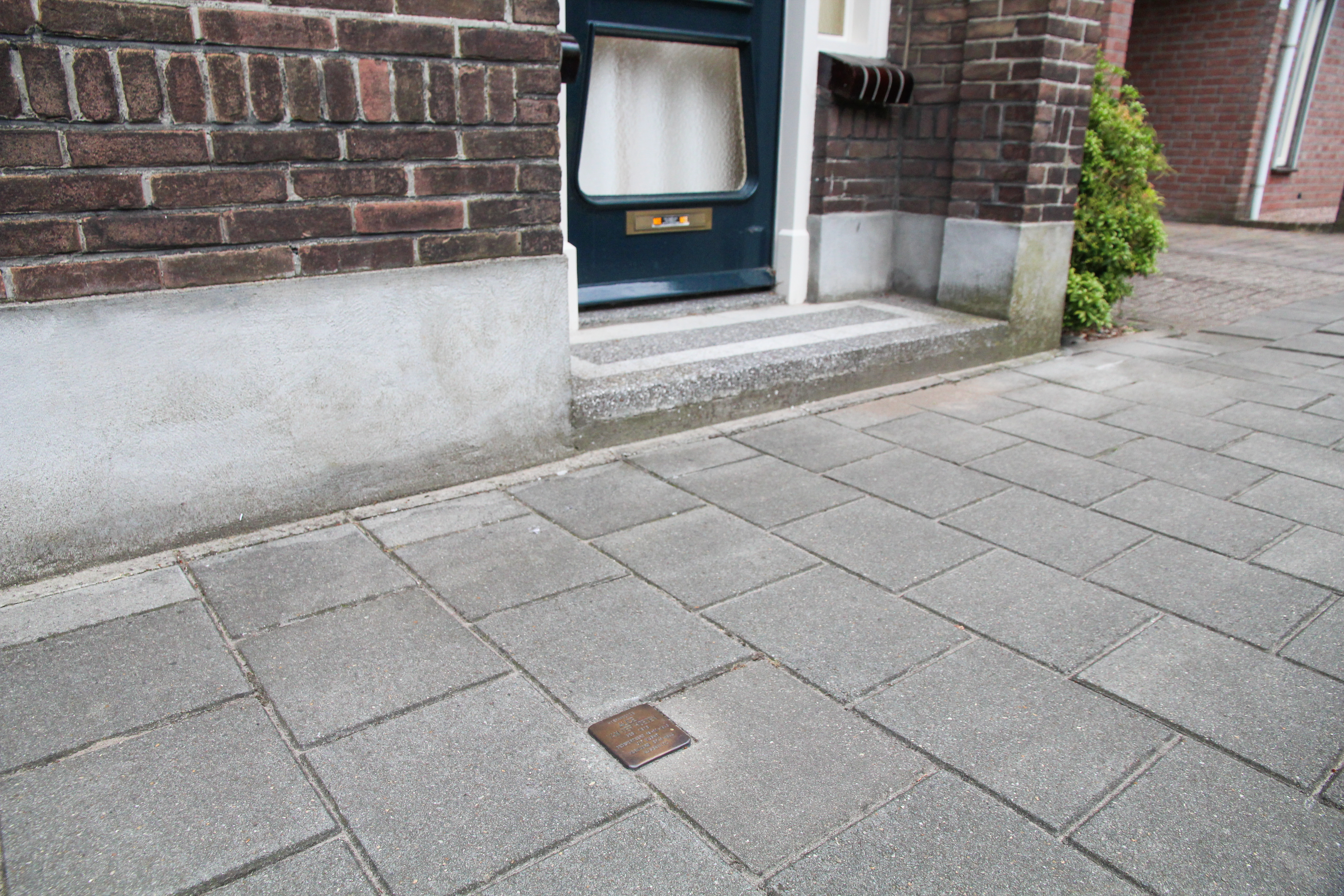
Een Stolperstein voor Alice van der Hoeden in Oss

De lijst van Stolpersteine in Noord-Brabant geeft een overzicht van de gedenkstenen die in de Nederlandse provincie Noord-Brabant zijn geplaatst in het kader van het Stolpersteine-project van de Duitse beeldhouwer-kunstenaar Gunter Demnig. 
Omdat het Stolpersteine-project doorloopt, kan deze lijst onvolledig zijn. 

## Stolpersteine
In de volgende gemeenten bevinden zich Stolpersteine:
- Altena
- Asten
- Bergen op Zoom
- Breda
- Dongen
- Eersel
- Eindhoven
- Etten-Leur
- Geertruidenberg
- Goirle
- Halderberge
- Heeze-Leende
- 's-Hertogenbosch
- Heusden
- Hilvarenbeek
- Land van Cuijk
- Maashorst
- Meierijstad
- Moerdijk
- Oisterwijk
- Oosterhout
- Oss
- Roosendaal
- Sint-Michielsgestel
- Someren
- Tilburg
- Valkenswaard
- Waalwijk